# Saint-Vincent-du-Lorouër

Saint-Vincent-du-Lorouër este o comună în departamentul Sarthe, Franța. În 2009 avea o populație de 925 de locuitori.